# Hook N Sling
Hook N Sling, pseudonimo di Antony Maniscalco (Sydney, 12 novembre 1990), è un produttore discografico e cantautore australiano.
Attivo dalla seconda metà degli anni duemila, nel 2007 è stato candidato a un ARIA Music Awards nella categoria "Best Dance Release" per il primo singolo The Bump, realizzato insieme a Kid Kenobi.
Nel corso degli anni ha prodotto numerosi singoli sia con altri dj come le Nervo, Far East Movement, Galantis, Nico & Vinz, sia come solista o con il supporto vocale di cantanti come Karin Park, oltre a proseguire con la produzione di remix di brani di altri artisti.
Ha anche avviato una attività di esibizioni dal vivo, svolgendo due tour negli Stati Uniti d'America ed esibendosi anche nel Regno Unito, in Europa e al We Love Sunday allo Space di Ibiza.

## Discografia

### EP
- 2004 - Number Cruncher
- 2007 - Silver Service
- 2008 - Plastic Wrap
- 2009 - Highball/Another Night

### Singoli
- 2007 - The Bump (feat. Kid Kenobi)
- 2008 - The Best Thing (2008)
- 2009 - Working Kings Cross (feat. Adam K)
- 2010 - Gotta Make a Move (feat. Snob Scrilla)
- 2011 - Diamonds in the Sky (con TV Rock feat. Rudy)
- 2011 - Edge of the Earth (con Richard Dinsdale and Sam Obernik)
- 2011 - Take You Higher (con Goodwill)
- 2012 - Surrender (con Evermore)
- 2012 - Reason (con le Nervo)
- 2013 - Don't You Know
- 2013 - Magnet (con Chris Willis)
- 2014 - Celebrate (Hook N Sling Remix) (vs Empire of the Sun)
- 2014 - Tokyo by Night (Axwell Remix) (feat. Karin Park)
- 2014 - Tokyo by Night (feat. Karin Park)
- 2014 - Momentum
- 2015 - Break Yourself (feat. Far East Movement & Pusha T)
- 2016 - Love on Me (con i Galantis)
- 2017 - Open Your Eyes (con Sam Feldt)
- 2017 - It You're Hearing This (con Parson James e Betty Who)
- 2017 - Arms Around Me (feat. Digital Farm Animals)
- 2018 - Shoot Down the Sun
- 2018 - Turning Me On
- 2019 - Superstars (feat. The Loose Cannons)
- 2021 - Break My Heart (feat. Nico & Vinz)
- 2022 - Afterparty (con Loud Luxury)

## Premi e riconoscimenti

### Nomination
2007
- ARIA Music Awards come Best Dance Release per The Bump.[3]